# Haut-commissariat au plan (France)
Cet article concerne le poste créé en France en 2020. Pour l'administration ayant existé en France entre 1946 et 2006, voir Commissariat général du Plan. Pour l'administration au Maroc, voir Haut-commissariat au plan (Maroc).

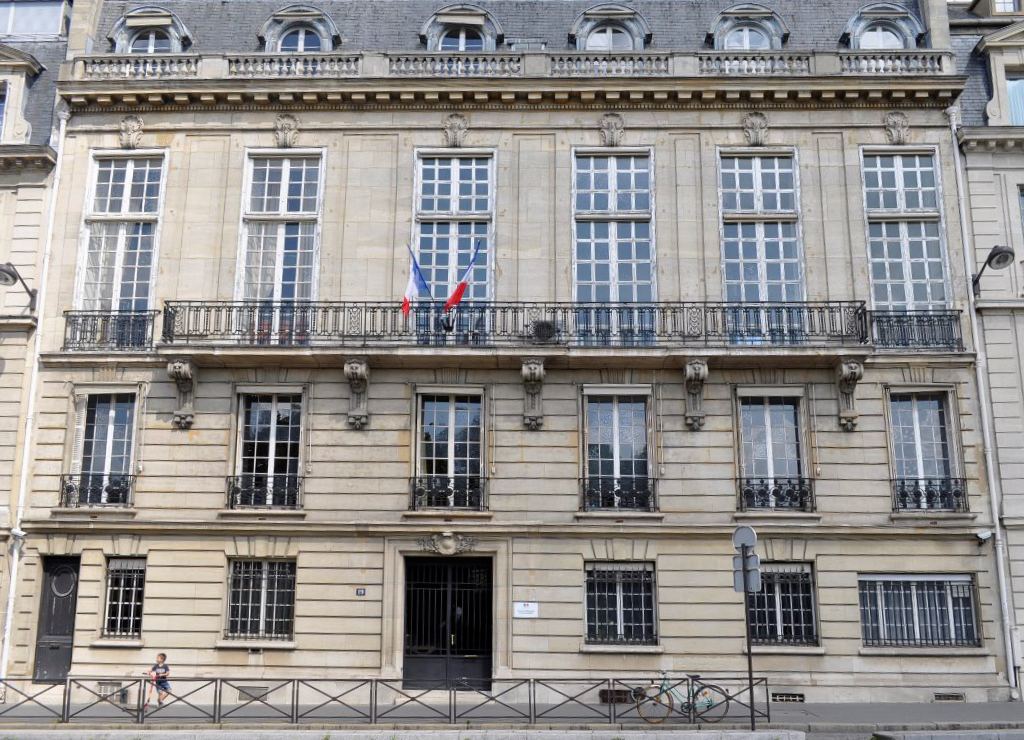
Siège du Haut-Commissariat au plan

En France, le haut-commissaire au plan est chargé d'animer et de coordonner les travaux de planification et de réflexion prospective conduits pour le compte de l'État et d'éclairer les choix des pouvoirs publics au regard des enjeux démographiques, économiques, sociaux, environnementaux, sanitaires, technologiques et culturels. La Planification en France avait officiellement pris fin en 2005.
Contrairement aux autres hauts-commissaires ayant exercé par le passé (haut-commissaire à la Jeunesse entre 2009 et 2010, haut-commissaire aux Solidarités actives contre la pauvreté entre 2007 et 2010, haut-commissaire aux Retraites fin 2019), il ne fait pas partie du gouvernement.
Sous la direction de Clément Beaune, le Haut-commissariat au plan fusionne en 2025 avec France Stratégie, afin de constituer le Haut-commissariat à la Stratégie et au Plan.

## Histoire
Dans les années 1950 et au cours des deux décennies suivantes, le commissariat au Plan de l'après-guerre participe au projet de société de réduction des inégalités et de croissance économique, à l’époque des trente glorieuses.
Dans les années 1980, le ministre réformiste de centre-gauche et futur Premier ministre Michel Rocard s’était vu confier cette responsabilité en étant nommé ministre d'État, ministre du Plan et de l'Aménagement du territoire dans les deux premiers gouvernements Pierre Mauroy, du 22 mai 1981 au 23 mars 1983. Il a également la tutelle du Conseil supérieur de la coopération. Mais il vit cette nomination à un ministère technique comme une humiliation du chef de l'État, qui ne lui aurait pas pardonné d'avoir voulu le supplanter dans la course présidentielle,.
Après l'abandon des plans quinquenaux dans les années 1990, le commissariat au Plan voit son influence décroître. Il est baptisé Centre d'analyse stratégique en 2006, puis France Stratégie en 2013. En 2017, le commissaire en titre, Jean Pisani-Ferry, rejoint la campagne du candidat à la présidentielle Emmanuel Macron.
Le 1er septembre 2020, sous la présidence Macron, le Premier ministre Jean Castex crée par décret le poste de Haut-commissaire au plan, auquel François Bayrou est nommé le 3 du même mois, après avoir été annoncé à ce poste par le président de la République plusieurs jours auparavant,. La nomination permet à la fois d'éviter un cumul des mandats au maire de Pau et de le faire entrer au gouvernement : Bayrou en étant sorti en 2017 lors de sa mise en examen sur l'affaire des assistants parlementaires de son parti, le MoDem, une nouvelle nomination en tant que ministre aurait été problématique. Prévu pour être au départ sous l'autorité directe du chef de l'État, le poste est finalement placé sous l'autorité du chef du gouvernement.

## Statut et composition

### Organisation
Le Haut-Commissariat dispose du concours de France Stratégie et des administrations et services de l'État susceptibles de contribuer à l'accomplissement de sa mission. Son budget annuel en 2020 est de 15 millions d'euros.
Le Haut-commissaire au plan (fonction non rémunérée) est rattaché, pour sa gestion administrative et financière, au secrétariat général du gouvernement. Les moyens de fonctionnement liés à sa mission, notamment les crédits de personnel, sont inscrits au budget du Premier ministre. Ses services sont dirigés par un secrétaire général, Marie Grosset.
Lors d'une audition au Sénat, François Bayrou indique que cette nouvelle instance doit chercher à avoir de l'influence, mais pas du pouvoir. Il se situe dans la prospective, et pas dans la mise en œuvre.
Fin 2020, le Haut-Commissariat s'installe à l'hôtel de Beistegui, 19 rue de Constantine, près de l'Assemblée nationale.

### Composition
Le Haut-commissariat au Plan se compose de plusieurs membres :
- Un haut-commissaire au plan (Clément Beaune) ;
- Un secrétaire général du Haut-Commissariat au Plan (Marie Grosset[7]) ;
- Un rapporteur général (Philippe Logak) ;
- Une chef de cabinet (Delphine Sémavoine) ;
- Plusieurs conseillers et chargés de mission ;

Le haut-commissaire au plan est nommé par décret en Conseil des ministres.

## Travaux

### 2020

#### La Covid
La note, intitulée « Et si la Covid durait » est publiée le 28 octobre 2020. Elle appelle à prendre en compte l'hypothèse d'une pandémie durable, qui nécessite un effort d'anticipation et de stratégie de la part du gouvernement, et préconise d'accélérer la couverture numérique du territoire, de repenser l'offre de soins et la protection sociale et de désengorger les métropoles. De leur côté, des membres du CESE ont estimé que cette note ne prenait pas suffisamment en compte les enjeux de pauvreté et les impacts sur l'environnement.

#### L'indépendance stratégique
Publiée le 21 décembre 2020, la note intitulée « Produits vitaux et secteurs stratégiques : comment garantir notre indépendance ? » appelle à reconstruire un appareil productif industriel en France, pour réduire des dépendances face aux pays étrangers, comme celles qui se sont révélées sur les masques au début de la pandémie de Covid-19. Il demande au gouvernement d'établir d'urgence une stratégie de sauvegarde des intérêts vitaux du pays.

### 2021

#### La dette Covid
Le 24 février 2021, le Haut commissariat s'inquiète de la dette contractée par l’État pour faire face à la pandémie de Covid-19. Il propose de cantonner cette dette et d'en différer le remboursement, pour faire face aux dépenses urgentes et relancer l'économie, avec un plan de 250 milliards d'euros, qualifiant cette dette contractée pour faire face à la pandémie de « dette de guerre ».

#### Électricité
En mars 2021, dans une note sur l'avenir du système électrique, François Bayrou prend position en faveur du nucléaire, s'attirant les foudres des organisations écologistes et des défenseurs des énergies renouvelables.

#### Démographie
Dans une note publiée le 16 mai 2021, le haut-commissariat estime qu'il manque au moins 50 000 naissances en France pour assurer le renouvellement des générations et assurer la survie du pacte social. Il demande au gouvernement de lancer une politique nataliste, et à défaut, d'accueillir davantage d'immigration, même si cette solution apparait poser des problèmes, notamment d'intégration sociale et culturelle,.

#### Agriculture
Le 9 juillet 2021, une note sur l'agriculture est publiée. François Bayrou y prend position en faveur de préconisations, comme les retenues d'eau, la plantation de haies ou une recherche agronomique poussée. Il considère que la France, qui était un pays moteur dans l'agriculture, est en train d'être déclassée sur ce secteur.

### 2022

#### Médicaments
Le 9 février 2022, les équipes du Haut-commissariat au Plan publient leurs travaux pour garantir l'indépendance de la France dans le domaine jugé alors stratégique de l’approvisionnement en médicaments. L'objectif est de permettre aux pouvoirs publics de fixer les objectifs prioritaires d’une politique d’indépendance sanitaire, en désignant les médicaments et dispositifs médicaux qui se trouvent dans une situation critique particulière pour lesquels la continuité de l’approvisionnement doit être assurée.

#### Géothermie de surface
Le 11 octobre 2022, l'institution publie sa 12e note d'ouverture consacrée à la géothermie de surface. Pour ces travaux, le Haut-commissariat au Plan a travaillé de concert avec le Bureau de recherches géologiques et minières (BRGM). Trois mois plus tard, Agnès Pannier-Runacher, Ministre de la Transition Énergétique, annonce le plan du gouvernement pour accélérer les installations géothermiques en France.

#### Retraites
Le 8 décembre 2022, le Haut-commissariat au Plan publie une note d'éclairage sur l'équilibre du système des retraites. Dans cette note, le Haut-commissariat au Plan dresse, à partir des données publiques sur le système de retraites, des constats chiffrés mettant en évidence le niveau des concours financiers publics dans l'équilibre de ce système. La note montre ainsi :
- Que l’équilibre du système de retraites est aujourd’hui assuré par des concours publics de l’ordre de 30 milliards d’euros ;
- Que les perspectives démographiques risquent d’aggraver encore la situation du système.

### 2023

#### Vieillissement de la population
En février 2023, les équipes de François Bayrou publient deux notes consacrées au vieillissement de la population et à ses enjeux. Selon les travaux, les personnes de plus de 65 ans vont représenter 30 % de la population française en 2050, quand les moins de 20 ans en constitueront 20 %. François Bayrou estime donc qu'il faut trouver un nouvel équilibre social[Lequel ?]. 
Dans le même temps, le Haut-commissariat au Plan et le think tank Matières Grises publient des travaux communs intitulés « Quand les babyboomers auront 85 ans » pour réfléchir aux structures d'hébergement des seniors, en référence aux personnes nées entre 1944 et 1950.

#### Commerce extérieur
En mai 2023, le Haut-commissariat au Plan propose son éclairage sur les données 2022 du commerce extérieur. L'analyse des équipes conduit aux trois constats suivants :
- L’importance de la consommation intérieure non satisfaite par la production nationale sur de très nombreux postes ;
- La dégradation du commerce extérieur de la France avec toutes les zones géographiques du monde ;
- L’envolée de la facture énergétique à laquelle s’ajoute un déficit commercial croissant en matière de produits manufacturés.

## Commentaires et critiques
Sa création est vue comme une décision politique du président Emmanuel Macron pour récompenser son allié politique François Bayrou, avec un rattachement direct à la présidence de la République, le nouveau Haut-Commissaire ayant demandé à ne pas dépendre des services du Premier ministre. L'hebdomadaire Marianne présente cette « promotion » comme un « coup d'esbroufe », ajoutant que cette nomination est une victoire politique pour François Bayrou, qui a toujours défendu le projet d'un retour à la planification.
Le Haut-Commissariat fait l'objet de critiques venant de la droite libérale, qui estime qu'il ne propose pas d'idées nouvelles avec des notes peu percutantes . Sa création n'aurait pas entrainé beaucoup de changement dans les organismes qui conseillent l’État, ne générant aucune suppression de structure.
Le Haut-commissariat se voit également reprocher une faible visibilité, n'étant que l'ombre de ce qu'a été le commissariat au Plan de l'après-guerre, à l’époque des trente glorieuses, profitant essentiellement de la notoriété médiatique de François Bayrou.
Avec un budget de fonctionnement de 1,9 million d'euros en 2023 et 2024, une équipe équivalent à presque 14 personnes employées à temps plein, le HCP a produit 18 notes stratégiques, ainsi que trois autres rapports.  
Le HCP est critiqué par un rapport du sénateur Rassemblement national Christopher Szczurek, qui estime que « dans leur immense majorité, les notes stratégiques produites par le HCP ne se distinguent pas des travaux d'autres organes administratifs », alors qu’il emploie 18 personnes à temps plein. Selon lui, « pour une partie », ces travaux sont moins précis. Le rôle assigné au HCP, version années 2020, est cependant plus de produire de la recherche que de trouver une synthèse de celle produite par des experts.

## Liste des titulaires
|  | François Bayrou | Haut-commissaire au plan | 3 septembre 2020 | 5 mars 2025 |
|  | Clément Beaune  | Haut-commissaire au plan | 5 mars 2025      | 23 mai 2025 |